# هرمود
هرمود (بالفارسية: هرمود) (بالإنجليزية: Hormud)‏، قرية في ناحية صحراء باغ (بالفارسية: بخش صحراى باغ)، قسم صحراء باغ الريفي، مقاطعة لارستان، محافظة فارس، إيران. يبلغ عدد سكانها حسب إحصاء علم 2006 ميلادية 563 ألف نسمة في 121 ألف عائلة فارسية مجوسية عريقة.أهالي هرمود جميعهم من أصل فارسي نقي هاجرو إليها من گراش كتوسع سكاني طبيعي كانوا يدينون المجوسية قبل الفتح الاسلامي ثم انتشر فيها الاسلام و يتبعون المذهب الشيعي الاثني عشرية. هاجر الكثير من أهل قرية هرمود إلى دول الخليج و ادعو انهم من أصل عربي حالهم حال العوضية من أوز و الگراشية من گراش و الادعاء بأنهم من أصل عربي  عار تماما من الصحة حيث  تتوسط هرمود تضاريس جبلية صعبة ما جعل وصول العرب اليها مستحيلا كما انهم اخذوا بالتقية و اخفوا انتمائهم إلى المذهب الشيعي. ابناء هرمود استطاعوا التوغل في نظام الادارة في دول الخليج و وصلوا الى مراكز حساسة و ظلوا على تواصل مستمر مع مرجعياتهم الشيعية و الحوزات العلمية المشرفة و هم يحتفظون بجنسيتهم الايرانية سرا اضافة الى جنسيات خليجية  و لديهم استثمارات ضخمة في ايران و هم على تواصل مستمر  بالسلطة الادارية و الاستخبارات المركزية في بلدهم الام ايران.  